# Lokendra Bahadur Chand
Pour les articles homonymes, voir Chand.
Lokendra Bahadur Chand est un homme d'État népalais, né en 1940. Il a exercé les fonctions de Premier ministre du Népal à quatre reprises, du 12 juillet 1983 au 21 mars 1986, du 6 au 19 avril 1990, 12 mars 1997 au 7 octobre 1997, et enfin, du 11 octobre 2002 au 5 juin 2003.
Président pendant plusieurs mandats du Parti national démocratique – ou Rashtriya Prajatantrik Party –, il est resté très influent dans cette formation, aux côtés de l'actuel président Pashupati Shumshere J. B. Rana et, à ce titre, a figuré en tête de liste des 335 candidats du parti pour la fraction de l'Assemblée constituante élue le 10 avril 2008 à la représentation proportionnelle. Il est, depuis, le chef du groupe parlementaire du parti à l'Assemblée.